# خيسوس رودريغيز هرنانديز
خيسوس رودريغيز هرنانديز (بالإسبانية: Jesús Rodríguez Hernández)‏ هو سياسي مكسيكي، ولد في 7 يوليو 1955 في ولاية كيريتارو في المكسيك. حزبياً، نشط في الحزب الثوري المؤسساتي. وقد انتخب عضو مجلس النواب المكسيك.